# Ipueira
Ipueira é um município brasileiro no interior do estado do Rio Grande do Norte localizado na região do Seridó. Localiza-se a sudoeste de Natal, capital estadual, distando desta 312 quilômetros. Com uma área territorial de 127 km², a população municipal segundo estimativa do IBGE em 2024 era de 2 090 habitantes, segundo o Instituto Brasileiro de Geografia e Estatística, sendo então o segundo município menos populoso do estado.
Situado em um ponto médio entre duas cidades-polo (Caicó, no Rio Grande do Norte, e Patos, na Paraíba), Ipueira foi emancipado de São João do Sabugi na década de 1960. O nome é formado através da junção do radical iapo (que significa igapó) mais o sufixo eira. O seu Índice de Desenvolvimento Humano (IDH-M) é de 0,679 (2010), considerado médio pelo Programa das Nações Unidas para o Desenvolvimento (PNUD) e o oitavo melhor do Rio Grande do Norte.

## História
O território que hoje corresponde ao município de Ipueira foi anteriormente habitado pelos pegas, nação indígena pertence à grande família dos cariris. De acordo com a tradição, seu nome vem do hibridismo de iapo (igapó) e do sufixo português eira. O nome Ipueira significa lagoeiro, terreno alagado ou represa natural.
Em 1925, Nestor Lima relatava que a fazenda Riacho Fundo, hoje a atual cidade de Ipueira, de João Manoel de Medeiros, situada no riacho dos bois, afluente do rio Sabugi e este do Seridó, pertencente ao município de Serra Negra do Norte, possuía engenho de rapadura, um pequeno açude e lavouras de cereais. Com a morte de seu proprietário, João Manoel de Medeiros, os bens repartidos entre os filhos. Entre esses, destacam-se Francisco Alencar de Medeiros e João Alencar de Medeiros, que se prontificaram a doar o terreno destinado à construção de um pequeno povoado e de uma capela em honra a Nossa Senhora do Perpétuo Socorro, cumprindo então uma promessa feita por seu pai.
Os doadores, não querendo se encarregarem dos trabalhos de fundação e direção do povoado, fizeram um convite ao senhor Francisco Quinino de Medeiros, para que ele pudesse enfrentar a grande luta gloriosa e de honra para a família. Este, sem vacilar, pois, aceitou o convite, pois, há muito tempo, havia o desejo de trabalhar pelo engrandecimento de sua terra. Os trabalhos de desbravamento do campo para a localização do povoado foram iniciados em 3 de março de 1939 e se prolongou até junho do mesmo ano. A escritura do terreno doado, que media cem braças de frente e cento e cinquenta de fundo, foi lavrada pelo senhor José Carlos de Medeiros, que exercia o cargo de tabelião do 1º cartório de São João do Sabugi, no Rio Grande do Norte, em 27 de abril de 1939.
Em 21 de março de 1939, ao meio-dia, foi demarcada uma linha, representando o centro do povoado, em rumo ao sol que nascia naquele instante e, por conseguinte, foram marcadas as linhas laterais que formariam uma quadra em forma de xadrez. O delineamento teve como agrimensores os senhores Francisco Quinino de Medeiros (fundador) e José Horácio de Medeiros e Francisco de Assis Dantas. Já no dia 5 de agosto de 1939, foi inaugurado o povoado, assistido pelo senhor Descartes Mariz de Medeiros, prefeito municipal de Serra Negra do Norte (na época, a atual localidade de Ipueira pertencia a Serra Negra do Norte) e o padre Walfredo Dantas Gurgel, de Caicó. Este último celebrou a primeira missa rezada no povoado, no local onde estava sendo erguida uma latada para uma antiga feira, contando com a presença de um público numeroso, vindo de localidades vizinhas. Em 11 de agosto de 1946, foi inaugurado o cemitério público, pelo prefeito Jaime Faria, estando novamente presente o monsenhor Walfredo Dantas Gurgel, que fez um discurso com bonitas palavras a respeito das melhorias e do progresso que o povo estava recebendo.
Em 1 de janeiro de 1953, quando Ipueira já era pertencente a São João do Sabugi (este foi emancipado de Serra Negra do Norte em 1948), ocorreu a inauguração o Mercado Público Municipal, cujos trabalhos de construção foram iniciados pelo prefeito Dr. Gorgônio Artur da Nóbrega e concluídos durante a administração do prefeito Antônio Quintino. Quase quatro anos depois, em 31 de dezembro de 1956, o prefeito Severino de Assis Dantas inaugurou a iluminação elétrica, estando presente o dom José Adelino, Elvira Lins, demais pessoas do município e do vizinho estado da Paraíba. Em 5 de março de 1960 foi inaugurado o matadouro público na gestão do prefeito Amaury Gurgel.
Finalmente, em 31 de dezembro de 1963, desmembra de São João do Sabugi o distrito de Ipueira (por força da lei estadual nº 3.016/1963), tornando-se então novo município do estado do Rio Grande do Norte.

## Geografia
De acordo com a divisão do Instituto Brasileiro de Geografia e Estatística vigente desde 2017, o município pertence às regiões geográficas intermediária e imediata de Caicó. Até então, com a vigência das divisões em microrregiões e mesorregiões, o município fazia parte da microrregião do Seridó Ocidental, que por sua vez estava incluída na mesorregião Central Potiguar. O território de Ipueira cobre uma área de 127,348 km² e tem como limites São João do Sabugi a norte e o estado da Paraíba (São José de Espinharas, São Mamede e Várzea) nas demais direções. A sede municipal está distante 318 quilômetros de Natal, capital estadual, e a 1 938 quilômetros de Brasília, capital federal,
O relevo do município, com altitudes entre duzentos e quatrocentos metros, é formada pela Depressão Sertaneja-São Francisco, que abrange uma série de terrenos de transição entre o o Planalto da Borborema e a Chapada do Apodi. Ipueira está situado em área de abrangência de terrenos do Grupo Caicó, composto pelo embasamento cristalino, provenientes da idade Pré-Cambriana inferior, com idade aproximada em dois bilhões e meio de anos. Geomorfologicamente há também a predominância de formas de relevo classificadas como "tabulares", de topo plano, com ordens de grandeza diferentes e de aprofundamento de drenagem, separados geralmente a partir de vales de fundo plano. Existem ainda os paragnaisses com biotita provenientes da Formação Jucurutu, com intercalações frequentes, na porção sul de Ipueira, próximo à divisa com o estado da Paraíba.
Predomina o solo bruno não cálcico vértico (luvissolo), que se caracteriza por ser raso, com sensibilidade a erosões, alta fertilidade, textura formada por areia e/ou argila e moderados índices de drenagem. Por ser pouco desenvolvido, é coberto por espécies de pequeno porte da caatinga. Todo o território ipueirense está inserido nos domínios da bacia hidrográfica do rio Piranhas-Açu. Os principais riachos são dos Cachorros, do Cipó e de Fora. De acordo com o Plano Nacional de Combate a Desertificação (PNCD), o município se situa em um área com risco de desertificação classificado como "muito grave". O clima é semiárido quente, com chuvas concentradas entre fevereiro e abril.
Segundo dados da Empresa de Pesquisa Agropecuária do Rio Grande do Norte (EMPARN), referentes ao período entre 2001 e 2010, o maior acumulado de precipitação em 24 horas registrado em Ipueira chegou a 119,2 mm em 19 de março de 2005, seguido por 117 mm em 24 de março de 2008, 111 mm em 2 de fevereiro de 2004, 107,5 mm em 4 de fevereiro de 2004, 107 mm em 24 de janeiro de 2004 e 100 mm em 6 de dezembro de 2005. Desde março de 2021, quando entrou em operação uma estação meteorológica automática da EMPARN na cidade, a menor temperatura foi registrada foi de 16,8 °C em agosto de 2022, nos dias 15 e 19, e a maior chegou a 40,7 °C em 31 de outubro de 2023.
| Dados climatológicos para Ipueira                            | Dados climatológicos para Ipueira | Dados climatológicos para Ipueira | Dados climatológicos para Ipueira | Dados climatológicos para Ipueira | Dados climatológicos para Ipueira | Dados climatológicos para Ipueira | Dados climatológicos para Ipueira | Dados climatológicos para Ipueira | Dados climatológicos para Ipueira | Dados climatológicos para Ipueira | Dados climatológicos para Ipueira | Dados climatológicos para Ipueira | Dados climatológicos para Ipueira |
| Mês                                                          | Jan                               | Fev                               | Mar                               | Abr                               | Mai                               | Jun                               | Jul                               | Ago                               | Set                               | Out                               | Nov                               | Dez                               | Ano                               |
| ------------------------------------------------------------ | --------------------------------- | --------------------------------- | --------------------------------- | --------------------------------- | --------------------------------- | --------------------------------- | --------------------------------- | --------------------------------- | --------------------------------- | --------------------------------- | --------------------------------- | --------------------------------- | --------------------------------- |
| Temperatura máxima recorde (°C)                              | 39                                | 39,7                              | 38,9                              | 37,6                              | 36,5                              | 36,7                              | 38,4                              | 38,7                              | 40,2                              | 40,7                              | 39,7                              | 39,8                              | 40,7                              |
| Temperatura mínima recorde (°C)                              | 19,1                              | 19,3                              | 20,7                              | 19                                | 18                                | 17,1                              | 17,2                              | 16,8                              | 17,8                              | 19,2                              | 20,2                              | 20,2                              | 16,8                              |
| Fonte: EMPARN (recordes de temperatura: 09/03/2021-presente) |                                   |                                   |                                   |                                   |                                   |                                   |                                   |                                   |                                   |                                   |                                   |                                   |                                   |

## Demografia
A população de Ipueira no censo brasileiro de 2010 era de 2 077 habitantes, tornando-se o segundo município menos populoso do Rio Grande do Norte, superando apenas Viçosa, na região oeste do estado. Desse total 1 038 habitantes eram homens e 1 039 habitantes eram mulheres. Ainda de acordo o mesmo censo, 1 889 habitantes viviam na zona urbana (90,95%) e 188 na zona rural (9,05%). Ao mesmo tempo, 1 039 eram do sexo feminino (50,02%) e 1 038 do sexo masculino (49,98%), tendo uma razão de sexo de 99,99. A densidade populacional era de 16,31 habitantes por quilômetro quadrado. Quanto à faixa etária, 473 habitantes tinham menos de quinze anos (22,77 %), 1 372 ente 15 e 64 anos (66,06 %) e 232 acima dos 65 anos (11,17 %). Considerando-se a cor ou raça, 1 224 se autodeclaram brancos (58,93 %), 752 pardos (36,22 %), 99 pretos (4,77 %) e dois amarelos (0,08 %).
Levando-se em conta a nacionalidade, todos os habitantes eram brasileiros natos. Em relação à região brasileira de nascimento, 2 041 haviam nascido no Nordeste (98,28 %), 31 no Sudeste (1,47 %) e dois no Norte (0,09 %), além de três sem especificação (0,16 %). 1 411 eram naturais do Rio Grande do Norte (67,93 %) e, desse total, 1 137 nascidos em Ipueira (54,93 %). Entre os 666 naturais de outras unidades da federação (32,07 %), 619 eram da Paraíba (29,79 %), 26 de São Paulo (1,25 %), cinco do Ceará (0,26 %), três do Rio de Janeiro (0,13 %), dois de Pernambuco (0,09 %), dois do Pará (0,09 %), dois de Minas Gerais (0,09 %), dois de Alagoas (0,09 %), um da Maranhão (0,07 %) e um da Bahia (0,09 %).
Entre 2000 e 2010, o percentual da população que vivia com renda domiciliar per capita inferior a 140 reais caiu 69,8 %, passando para 51,5 % para 15,6 %. Em 2010, 84,4 % da população vivia acima da linha de pobreza, 8 % abaixo da linha de indigência e 7,6 % entre as linhas de indigência e pobreza. No mesmo ano, o valor do índice de Gini era de  e os 20 % mais ricos contribuíam com 44,3 % da renda municipal, valor 9,7 vezes maior do que a participação dos 20 % mais pobres, que era de 4,6 %. O Índice de Desenvolvimento Humano do município é considerado médio, de acordo com dados do Programa das Nações Unidas para o Desenvolvimento (PNUD). Segundo dados do relatório de 2010, divulgados em 2013, seu valor era de 0,679, sendo o oitavo maior do Rio Grande do Norte e o 2 462 º do Brasil. Considerando-se apenas o índice de longevidade, seu valor é de 0,788, o valor do índice de educação é de 0,633 e o de renda é de 0,627.

### Religião
De acordo com a divisão territorial realizada pela Igreja Católica, Ipueira pertence à Diocese de Caicó (Forania de Caicó) e é sede da Área Pastoral de Nossa Senhora do Perpétuo Socorro, que pertence à paróquia de São João Batista, localizada em São João do Sabugi. No censo de 2010, o catolicismo romano era a religião da maioria da população, com 1 903 seguidores, ou 91,63% dos habitantes.
O município também possui alguns credos protestantes e reformados. Em 2010 99 habitantes se declararam evangélicos (4,74%), sendo que 95 pertenciam às evangélicas de origem pentecostal (4,6%), um às evangélicas de missão (0,06%) e dois a outras evangélicas não determinadas (0,09%). Dentre as pentecostais, 84 eram da Assembleia de Deus (4,03%) e os restantes de outras igrejas. Em relação às de missão, fazia-se presente apenas a Igreja Batista. Além do católicos e evangélicos, outros 65 não tinham religião (3,13%) e cinco eram mórmons (0,24%). Outros cinco possuíam religião indeterminada ou múltiplo pertencimento (0,24%).

## Política
O poder executivo do município de Ipueira é representado pelo prefeito, auxiliado pelo seu gabinete de secretários. O primeiro prefeito municipal foi Luiz Nobile dos Santos, entre 1965 e 1969, e o atual é Jose Morgânio Paiva, e a vice Maria de Fátima Medeiros, ambos do Partido do Movimento Democrático Brasileiro (PMDB), eleitos nas eleições municipais de 2016 com 42,62% dos votos válidos. O poder legislativo é representado pela câmara municipal, composta por nove vereadores. Cabe à casa elaborar e votar leis fundamentais à administração e ao executivo, especialmente o orçamento municipal (conhecido como Lei de Diretrizes Orçamentárias).
Em complementação ao processo legislativo e ao trabalho das secretarias, existem ainda alguns conselhos municipais em atividade, entre eles: Desenvolvimento Sustentável e Solidário, Direitos da Criança e do Adolescente, Educação, FUNDEB, Habitação, Saúde e Tutelar. O município se rege por sua lei orgânica, publicada em 1 de abril de 1990, e é termo judiciário da comarca de São João do Sabugi, de primeira entrância. O município pertence à 26ª zona eleitoral do Rio Grande do Norte e possuía, em novembro de 2016, 1 921 eleitores, de acordo com o Tribunal Superior Eleitoral (TSE), representando 0,08% do eleitorado potiguar.

## Economia
Segundo o IBGE, o Produto Interno Bruto (PIB) do município de Ipueira em 2013 era de R$ 18 061 mil, dos quais  R$ 11 739 da administração, R$ 3 693 mil do setor terciário, R$ 1 254 mil do setor primário, R$ 1 083 mil de impostos, R$ 654 mil do setor secundário. O PIB per capita era de R$ 8 247,23.
Em 2014 o município possuía um rebanho de 3 521 bovinos, 939 galináceos (frangos, galinhas, galos e pintinhos), 1 825 ovinos, 1 356 caprinos, 191 suínos e 54 equinos. Na lavoura temporária do mesmo ano foram produzidos batata-doce (32 t), feijão (7 t) e milho (6 t), e na lavoura permanente coco-da-baía (três mil frutos), banana (34 t), manga (16 t), limão (5 t). Ainda no mesmo ano o município também produziu 1 109 mil litros de leite de 1 232 vacas ordenhadas e treze mil dúzias de ovos de galinha.
Em 2010, considerando-se a população municipal com idade igual ou superior a dezoito anos, 62% era economicamente ativa ocupada, 36,1% inativa e 1,8% ativa desocupada. Ainda no mesmo ano, levando-se em conta população ativa ocupada a mesma faixa etária, 42,27% trabalhavam no setor de serviços, 25,94% na agropecuária, 10,86% no comércio, 7,72% na construção civil e 1,9% na utilidade pública. Conforme a Estatística do Cadastral de Empresas de 2013, Ipueira possuía 42 unidades (empresas) locais, todas atuantes. Salários juntamente com outras remunerações somavam 4 525 mil reais e o salário médio mensal era de 1,6 salários mínimos.

## Infraestrutura

### Saúde
A rede de saúde de Ipueira dispunha, em 2009, de três estabelecimentos, todos públicos, municipais e prestando atendimento ao Sistema Único de Saúde (SUS). O município pertence à IV Unidade Regional de Saúde Pública do Rio Grande do Norte (URSAP-RN), sediada em Caicó. Em 2010, a expectativa de vida ao nascer do município era de 72,27 anos, com um índice de longevidade de 0,788, e a taxa de mortalidade infantil era de 20,4 por mil nascidos vivos.
Em abril do mesmo ano, a rede profissional de saúde era constituída por oito auxiliares de enfermagem, três enfermeiros, dois cirurgiões-dentistas, dois nutricionistas, um assistente social, um médico de família, um fisioterapeuta, um farmacêutico e um psicólogo, totalizando vinte profissionais. Segundo dados do Ministério da Saúde, um caso de AIDS foi registrados em Ipueira entre 1990 e 2012 e, entre 2001 e 2011, foram notificados 96 casos de dengue.

### Educação
O fator "educação" do IDH no município atingiu em 2010 a marca de 0,633, ao passo que a taxa de alfabetização da população acima dos dez anos indicada pelo último censo demográfico do mesmo ano foi de 77,5% (83,9% para as mulheres e 70,9% para os homens). As taxas de conclusão dos ensinos fundamental (15 a 17 anos) e médio (18 a 24 anos) eram de 71,4% e 55,6%, respectivamente.
| 2007 | 3,4 | 3,4 |
| 2009 | 4   | 5,3 |
| 2011 | 4,7 | -   |
| 2013 | 6,2 | -   |

Ainda em 2010, Ipueira possuía uma expectativa de anos de estudos de 9,62 anos, valor inferior à média estadual (9,54 anos). O percentual de crianças de cinco a seis anos na escola era de 97,66% e de onze a treze anos cursando o fundamental de 95,48%. Entre os jovens, a proporção na faixa de quinze a dezessete anos com fundamental completo era de 71,28% e de dezoito a vinte anos com ensino médio completo de 43,26%. Considerando-se apenas a população com idade maior ou igual a 25 anos, 36,9% possuíam ensino fundamental completo, 29,22% eram analfabetos, 25,79% tinham ensino médio completo e 5,94% superior completo. Em 2014, a distorção idade-série entre alunos do ensino fundamental, ou seja, com idade superior à recomendada, era de 12% para os anos iniciais e 28,4% nos anos finais, sendo essa defasagem no ensino médio de 30%.
Em 2012 Ipueira possuía uma rede de duas escola de ensino fundamental (com 22 docentes), uma do pré-escolar (quatro docentes) e uma de ensino médio (dez docentes), com 412 alunos matriculados.

### Serviços e transportes
O serviço de abastecimento de água de toda o município é feito pela Companhia de Águas e Esgotos do Rio Grande do Norte (CAERN), enquanto a responsável pelo abastecimento de energia elétrica em Ipueira é a Companhia Energética do Rio Grande do Norte (Cosern), que fornece energia em todos os municípios do estado do Rio Grande do Norte. No ano de 2007 existiam 789 consumidores e foram consumidos mil KWh de energia. Ainda há serviços de internet discada e banda larga (ADSL) sendo oferecidos por diversos provedores de acesso gratuitos e pagos. O serviço telefônico móvel, por telefone celular, é oferecido por diversas operadoras. O código de área (DDD) de Ipueira é 084 e o Código de Endereçamento Postal (CEP) da cidade é de 59315-000. No dia 10 de novembro de 2008 o município passou a ser servido pela portabilidade, juntamente com outras cidades de DDDs 33 e 38, em Minas Gerais; 44, no Paraná; 49, em Santa Catarina; além de outros municípios com código 84, no Rio Grande do Norte.
A frota municipal no ano de 2010 era de 312 veículos, sendo sessenta automóveis, treze caminhões, 29 caminhonetes, duas camionetas, sete micro-ônibus, 163 motocicletas, 33 motonetas, seis ônibus; outros tipos de veículos incluíam apenas uma unidade. Por não possuir rios em abundância, o município não possui muita tradição no transporte hidroviário, e também não é cortada por ferrovias em seu território. Ipueira é atravessada apenas pela RN-118, rodovia estadual que começa em Macau e termina em Ipueira, na divisa com a Paraíba.

### Habitação e infraestrutura básica
De acordo com o censo demográfico de 2010 realizado pelo Instituto Brasileiro de Geografia e Estatística (IBGE), Ipueira possuía, em geral, 640 domicílios/casas. Já em relação à condição de ocupação do domicílio, 512 eram imóveis próprios (80%), 79 eram alugados (12,34%), 48 cedidos (7,5%) e apenas uma era ocupada sob uma outra condição (0,16%). Em relação ao abastecimento de água realizado nas residências, 587 recebiam água tratada a partir de uma rede geral de distribuição (91,72%), dezessete imóveis eram abastecidos por um poço ou nascente na propriedade (2,66%) e 36 unidades possuíam abastecimento de água vindo de outras fontes (5,63%). Quanto à energia elétrica, 638 imóveis eram abastecidos, sendo todos eles a partir de uma companhia distribuidora de energia (99,69%); outros dois domicílios não tinham ou não eram abastecidos pela rede elétrica (0,31%).
Em relação ao destino do lixo, 584 domicílios possuíam coleta (91,25%), dos quais 583 eram coletados por serviço de limpeza (91,09%) e apenas um possuía a coleta feita a partir de uma caçamba de serviço de limpeza (0,16%); outros 56 imóveis jogavam o lixo em outros destinos (8,75%). Quanto ao esgotamento sanitário, apenas um domicílio não possuía banheiros e/ou sanitários (0,16%); já entre os 639 domicílios que a possuíam (99,84%), apenas onze tinham esgotamento sanitário feito a partir da rede geral de esgotos ou pluvial (1,72%), um a partir de uma fossa séptica (0,16%) e 627 com esgotamento sanitário feito de uma outra maneira (97,97%).

## Cultura
AsSecretarias Municipais de Educação, Cultura e Esporte são os órgãos da prefeitura responsáveis pela educação e pela área cultural e esportiva do município de Ipueira. É ela que organiza atividades e projetos culturais da cidade. Segundo o Instituto de Desenvolvimento Econômico e Meio Ambiente (IDEMA), o município de Ipueira possuía, em 2008, uma biblioteca, um ginásio poliesportivo, uma quadra de esporte e um campo de futebol.
Os pontos turísticos conhecidos de Ipueira são a Capela de Nossa Senhora do Perpétuo Socorro e a estátua da santa localizada em frente à igreja da cidade. O município também realiza uma diversa quantidade de eventos todos os anos, sendo os principais a Vaquejada, realizada no mês de julho em data móvel; Festa da Padroeira, realizada em 15 de agosto; e a Festa do Motoqueiro, realizada anualmente no mês de novembro.